# Fan Chou
En aquest nom xinès, el cognom és Fan.
Fan Chou (mort el 195 EC) va ser un general militar servint sota les ordres del senyor de la guerra Dong Zhuo durant el període de la tardana Dinastia Han Oriental de la història xinesa.
Després que Dong Zhuo va ser assassinat a mans del seu fill adoptiu Lü Bu en un complot per assassinar-lo de Wang Yun. Ell juntament amb Li Jue, Guo Si, i Zhang Ji va derrotar a Lü Bu derrotant conseqüentment a Wang Yun, el qual havia pres Chang'an i mantenia captiu a l'Emperador Xian. Una vegada Li Jue i Guo Si volgueren matar l'emperador, però Fan Chou i Zhang Ji els van calmar, dient que ells haurien de controlar a l'emperador tal com ho va fer Dong Zhuo.
Més tard, va gaudir d'èxits quan Ma Teng i Han Sui van atacar Chang'an, però en una ocasió ell va permetre a Han Sui, el seu paisà, parlar amigablement amb ell deixant-lo marxar il·lès. Quan Li Jue va saber d'açò, va fer ajusticiar a Fan Chou.

## Nomenaments i títols posseïts
- General de la Casa (中郎將)
- General en la Dreta (右將軍)